# IC 1593
IC 1593 ist ein Doppelstern im Sternbild Pisces. Das Objekt wurde am 6. Dezember 1898 von Guillaume Bigourdan entdeckt.